# Епископи зетски Иларион
Иларион Шишојевић је био први владика зетског владичанства (1220—1242), којег је 1220. поставио Свети Сава. Овај податак у својој Историји Црне Горе доноси митрополит Василије Петровић.. 
Тамо у Зети је и свети Сава поставио првог архијереја Илариона Шишојевића године 6723 (прим. - по старом рачунању времена од почетне 5508. п.н.е).
Манастир Врањина је саграђен по благослову Светог Саве, почетком XIII вијека, а саградио га је његов ученик Иларион , први владика зетски. По предању, Свети Сава је Илариона срео како чува овце са осталом сеоском дјецом, препознао у њему достојног ученика и повео га са собом у манастир Хиландар. Иларион се тамо замонашио. Са Хиландара је послат у тадашњу Зету, гдје је постављен за првог владику, са сједиштем на Михољској превлаци. Након смрти Иларион је сахрањен у манастиру Врањина. Сахрањен је на лијевој страни припрате, при зиду. Архимандрит Нићифор Дучић је писао да је Иларионова гробница била уздигнута један лакат изнад пода. Манастир су срушили Турци 1843. године. На бедреници те гробнице било је написано: здје престави се раб божи Иларије јепискуп зетски здатељ мјеста сего свјетаго... У истом реду је била и година, али се није могла прочитати. Биљешку о томе је имао митрополит Иларион Рогановић, који је као ђак био код игумана Исаије у Врањини. Павле Ровински је касније затекао половину те плоче, што потврђује истинитост биљешке митрополитове. 